# Mouvement démocratique populaire (Sénégal)
Le Mouvement démocratique populaire (MDP) est un ancien parti politique sénégalais.

## Histoire
Le MDP est créé en 1981 par l'ancien Premier ministre Mamadou Dia qui tente alors, en vain, un retour sur la scène politique après sa condamnation puis sa libération en 1976.
Lors des élections législatives de 1983, le parti recueille 13 030 voix, soit 1,21 %, ce qui ne lui permet pas d'être représenté à l'Assemblée nationale.

## Orientation
L'idéologie du parti est celle de l'autogestion.

## Organisation
Les idées du MDP, mais aussi du PIT (Parti de l'indépendance et du travail), sont reflétées par le mensuel Andë Sopi, créé dès 1977. L'organe du parti est un autre mensuel, Yakaar, lancé en 1983.